# Mala Varnica
Mala Varnica – wieś w Słowenii, w gminie Videm. W 2018 roku liczyła 105 mieszkańców.